# 觀音山摩崖造像
觀音山摩崖造像位於四川省南充市南部縣，文物遺址年代判定為清代。2007年6月1日公佈為四川省第七批文物保護單位。